# Gojak
Koordinati:   42°57′25″N, 17°12′04″E
Gojak je majhen nenaseljen otoček v Jadranskem morju. Pripada Hrvaški.
Gojak leži v Pelješkem kanalu okoli 2,5 km jugovzhodno od mesta Orebić na polotoku Pelješac. Površina otočka meri 0,04 km². Dolžina obalnega pasu je 0,83 km.